# 864
| [ Edytuj tabelę ]          |                                                          |
| Król Anglii                | - 860 Ethelbert 866                                      |
| Hrabia Aragonii            | - 844 Galindo I Aznárez 867                              |
| Król Asturii               | - 850 Ordoño I 866                                       |
| Hrabia Barcelony           | - 858 Humfryd 864                                        |
| Cesarz Bizancjum           | - 842 Michał III Metystes 867                            |
| Chan Bułgarii              | - 852 Borys I Michał 889                                 |
| Cesarz Chin                | - 859 Tang Yizong 873                                    |
| Książę Czech               | - 850 Gościwit 870                                       |
| Król Franków wschodnich    | - 855 Ludwik II Niemiecki 875                            |
| Król Franków zachodnich    | - 843 Karol II Łysy 877                                  |
| Cesarz Japonii             | - 858 Seiwa 876                                          |
| Kalif                      | - 862 Al-Musta’in 866                                    |
| Król Khmerów               | - 850 Dżajawarman III 877                                |
| Patriarcha Konstantynopola | - 858 Focjusz I Wielki 867                               |
| Król Mercji                | - 852 Burgred 874                                        |
| Król Nawarry               | - 851 García Íñiguez 880                                 |
| Król Nortumbrii            | - 863 Ella 867                                           |
| Papież                     | - 858 Mikołaj I 867                                      |
| Cesarz rzymski             | - 850 Ludwik II 875                                      |
| Książę Saksonii            | - 844 Ludolf 866                                         |
| Król Szkocji               | - 862 Konstantyn I 877                                   |
| Doża Wenecji               | - 837 Pietro Tradonico 864 - 864 Orso I Partecipazio 881 |
| Książę wielkomorawski      | - 846 Rościsław 870                                      |

Rok 864 / DCCCLXIV
stulecia: VIII wiek ~
IX wiek ~
X wiek

lata: 854 «
859 «
860 «
861 «
862 «
863 «
864
» 865
» 866
» 867
» 868
» 869
» 874

## Wydarzenia
- Europa
  - bułgarski władca Borys I Michał przyjął chrzest

## Urodzili się
- Gu Quanwu, generał dynastii Tang (zm. 931)
- Khumarawayh ibn Ahmad ibn Tulun, władca z dynastii Tulunidów (zm. 896)
- Muhammad ibn Jakub al-Kulajni, uczony muzułmański (zm. 941)

data sporna lub przybliżona
- (ur. 864 lub 865) – Symeon I, chan Pierwszego państwa bułgarskiego (, zm. 927))
- (ur. 864 lub 862) – Yúnmén Wényǎn, chiński mistrz Zen (zm. 949)
- (ur. 864 lub 863) Ludwik III, król zachodniofrankijski (zm. 882))

## Zmarli
- 13 września – Pietro Tradonico, doża Republiki Weneckiej
- Al-Fadl ibn Marwan, muzułmański wezyr
- Al-Fadl ibn Qarin al-Tabari, muzułmański gubernator
- Arnold z Gaskonii, frankoński szlachcic
- Bi Xian, kanclerz z dynastii Tang (ur. 802)
- Ennin, japoński ksiądz i podróżnik
- Hucbert, frankoński szlachcic (ur. 820)
- Lorcán mac Cathail, król Uisneach (Irlandia)
- Pei Xiu, kanclerz z dynastii Tang (ur. 791)
- Yahya ibn Muhammad, muzułmański sułtan
- Sergiusz I, książę Neapolu
- Trpimir I, książę (Kniaź) Chorwacji

data sporna lub przybliżona:
- Laura z Kordoby, hiszpańska ksieni
- Sancho II, hrabia Gaskonii (przybliżona data)
- (zm. 864 lub 865) – Yahya ibn Umar, muzułmański imam
- (zm. 864 lub 865) – Muhammad ibn al-Fadl al-Jarjara'i, muzułmański wezyr